# Puiselet-le-Marais
Puiselet-le-Marais je francouzská obec v departementu Essonne, v regionu Île-de-France, 50 kilometrů jihozápadně od Paříže.

## Geografie
Sousední obce: Morigny-Champigny, Bouville, La Forêt-Sainte-Croix, Valpuiseaux, Bois-Herpin a Mespuits.

## Vývoj počtu obyvatel
Počet obyvatel

## Památky
- románský kostel Saint Martin, jako památka zapsán v roce 1912